# Ostklapperlerche

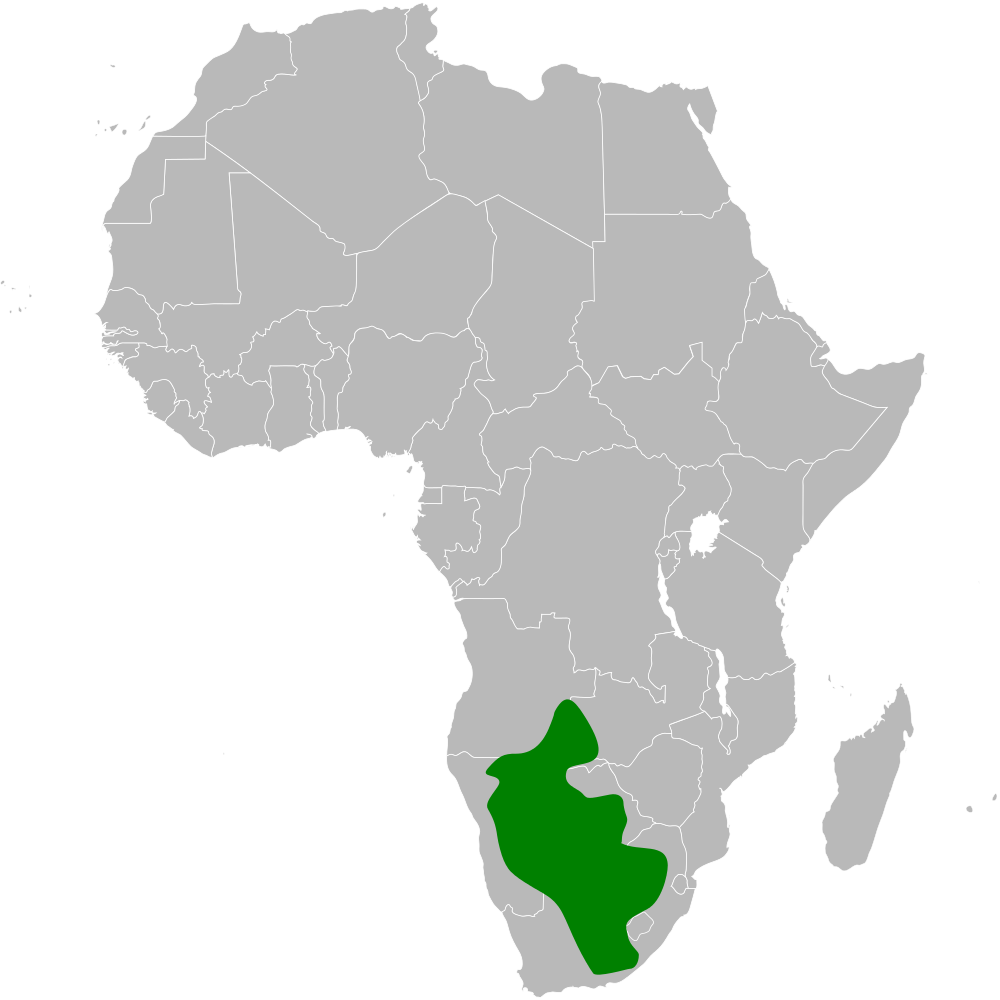
Verbreitungsgebiet der Ostklapperlerche

Die Ostklapperlerche (Mirafra fasciolata) ist eine Art aus der Familie der Lerchen. Sie ist eine im Süden des afrikanischen Kontinents verbreitete Art. Sie ist deutlich kleiner als eine Feldlerche, hat aber einen etwas kräftigeren Schnabel. Man unterscheidet mehrere Unterarten. Der Name leitet sich von den rasselnden und klappernden Instrumentallauten ab, die die Lerche mit den Flügeln erzeugt.
Die Bestandssituation der Ostklapperlerche wird als ungefährdet (least concern) eingestuft. Sie wurde lange als Unterart der Grasklapperlerche eingestuft, unterscheidet sich jedoch von dieser genetisch sowie im Gesang, Körperbau und Balzverhalten.

## Merkmale
Die Ostklapperlerche erreicht eine Körperlänge von 13 bis 15 Zentimeter. Sie wiegen zwischen 26 und 44 Gramm. Es besteht kein auffälliger Geschlechtsdimorphismus.
Das Gefieder der Ostklapperlerche ist überwiegend gelblich braun bis rötlich braun mit dunkleren Schaftstrichen. Die Federn haben außerdem helle Säume und schwarze Subterminalbänder, wodurch die Lerche geschuppt und gesprenkelt wirkt. Der Überaugenstreif ist nur angedeutet. Das Kinn und die Kehle sind weißlich, die Kehle ist außerdem leicht dunkelbraun gestrichelt. Die Körperunterseite ist variabel gefärbt. Die meisten Individuen sind auf der Körperunterseite hell creme-weiß. Die Schwingen sind braun mit unterschiedlichen rötlichen Anteilen. Der Schnabel ist kurz und kräftig und bräunlich hornfarben. Die Iris ist hellbraun, die Füße und Läufe hell rötlich.

## Verbreitungsgebiet der einzelnen Unterarten und Lebensraum
Es werden fünf Unterarten unterschieden:
- M. f. reynoldsi Benson & Irwin, 1965 – Vorkommen im Norden von Namibia, im Norden von Botswana und im Südwesten von Sambia,
- M. f. jappi Traylor, 1962 – Vorkommen im Westen von Namibia,
- M. f. nata Smithers, 1955 – Vorkommen im Nordosten von Botswana,
- M. f. damarensis Sharpe, 1875 – Vorkommen im Norden und im Zentralgebiet von Namibia sowie im Westen und Zentralgebiet von Botswana,
- M. f. fasciolata (Sundevall, 1850) – Vorkommen im Süden von Botswana sowie im Norden und im Zentralgebiet der Südafrikanischen Republik.

Der Lebensraum ist Grasland, darunter auch die nur schütter mit Gras bestandene, semiaride Halbwüste der Kalahari.

## Lebensweise
Die Ostklapperlerche frisst überwiegend Insekten. Ameisen und Termiten spielen dabei eine besonders große Rolle. Sie frisst daneben auch Sämereien.
Wie alle Lerchen ist auch die Ostklapperlerche ein Bodenbrüter. Das Nest wird im Schutz von Grasbüscheln, Steinen oder Erdhügeln errichtet. Das Gelege besteht aus zwei bis drei Eiern. Die Brutzeit fällt in den Zeitraum September bis Februar.

## Einzelbelege
1. ↑  Pätzold: Kompendium der Lerchen. S. 89.
2. 1 2 3 4   Handbook of the Birds of the World zur Ostklapperlerche, aufgerufen am 22. März 2017
3. ↑  IOC World Bird List 6.4. In: IOC World Bird List Datasets. doi:10.14344/ioc.ml.6.4 (englisch, worldbirdnames.org).